# موثوتا
بلدية موثوتا (بالإسبانية: Mozota) هي بلدية تقع في مقاطعة سرقسطة التابعة لمنطقة أراغون شمال شرق إسبانيا.

## الديموغرافيا
بلغ عدد سكان بلدية موثوتا 113 نسمة عام 2011 (وفقاً للمعهد الوطني الإسباني للإحصاء).
| 115 | 114 | 105 | 129 | 117 | 113 | 113 |